# Freddy Krueger
Freddy Krueger är en fiktiv person som förekommer i Terror på Elm Street-filmerna. Rollfiguren skapades av Wes Craven och porträtterades av Robert Englund i samtliga filmer om honom fram till nyinspelningen A Nightmare on Elm Street (2010), där rollen istället spelades av Jackie Earle Haley. Krueger, som är en seriemördare, attackerar sina offer i deras drömmar medan han själv är odödlig. Kännetecken för Krueger är det brandärrade ansiktet, den rödgrönrandiga tröjan, den bruna fedora-hatten samt hans läderhandske med metallklor. Hans fullständiga namn är Frederick Charles Krueger. I filmerna spelas Freddys pappa av rocklegenden Alice Cooper.

## Historia
Krueger var en seriemördare som dödade ett stort antal barn i grannskapet kring Elm Street. Efter detta greps han av polis men släpptes senare på grund av rena formaliteter kring rättegången. Föräldrar och andra i grannskapet kring Elm Street tog då lagen i egna händer, letade rätt på honom och brände sedan honom levande i det pannrum som han sökt tillflykt i.
Genom drömmar fortsätter Krueger dock att skörda offer då han åter antog någon typ av levande form. Han brände sina offer och ärrade dem med rakbladsvassa knivar som han fäst på sina fingrar. För att hämnas de föräldrar som ursprungligen hade dödat honom sökte han upp deras barn och mördade dem i deras drömmar. Krueger lever för evigt vidare så länge folk kommer ihåg honom och finner honom skrämmande.

## Filmer
- 1984 – Terror på Elm Street
- 1985 – Terror på Elm Street 2 – Freddys hämnd
- 1987 – Terror på Elm Street 3 – Freddys återkomst
- 1988 – Terror på Elm Street 4 – Freddys mardröm
- 1989 – Terror på Elm Street 5 – The Dream Child
- 1991 – Terror på Elm Street 6
- 1994 – Wes Craven's new nightmare
- 2003 – Freddy vs. Jason
- 2010 – A Nightmare on Elm Street (2010)

## Andra framträdanden
- Freddy gjorde även ett framträdande i filmen Freddy vs. Jason där han kämpade emot Jason Voorhees.
- I Freddy vs Ghostbusters försöker ett nystartat Ghostbusters-team i Denver att stoppa Freddy. Efter flera galna mord utvecklade Freddy Krueger en sjuk humor.
- Han dyker upp i en av The Angry Video Game Nerds recensioner om ett tv-spel till NES baserat på Terror på Elm Street.
- Han finns även som en nedladdningsbar rollfigur för Mortal Kombat från 2011.